# Gröna synagogan i Rēzekne
Gröna synagogan (lettiska: Zaļā sinagoga), även Rēzeknes synagoga (lettiska: Rēzeknes sinagoga), är en synagoga i Rēzekne, Lettgallen i Lettland. Synagogan är Rēzeknes äldsta bevarade träbyggnad och stadens enda kvarvarande synagoga.

## Historia
Synagogan uppfördes 1845 och uppförandet finansierades av medlemmar av den judisk-ashkenaziska gemenskapen i Rēzekne. 
Vid sekelskiftet 1800 bekände sig omkring 90 procent av stadens befolkning till den mosaiska tron; innan andra världskriget (1935) hade procentandelen minskat till 25 procent. Minskningen fortsatte och under förintelsen i Lettland mördades fler än 3 000 lettiska judar i Rēzekne.

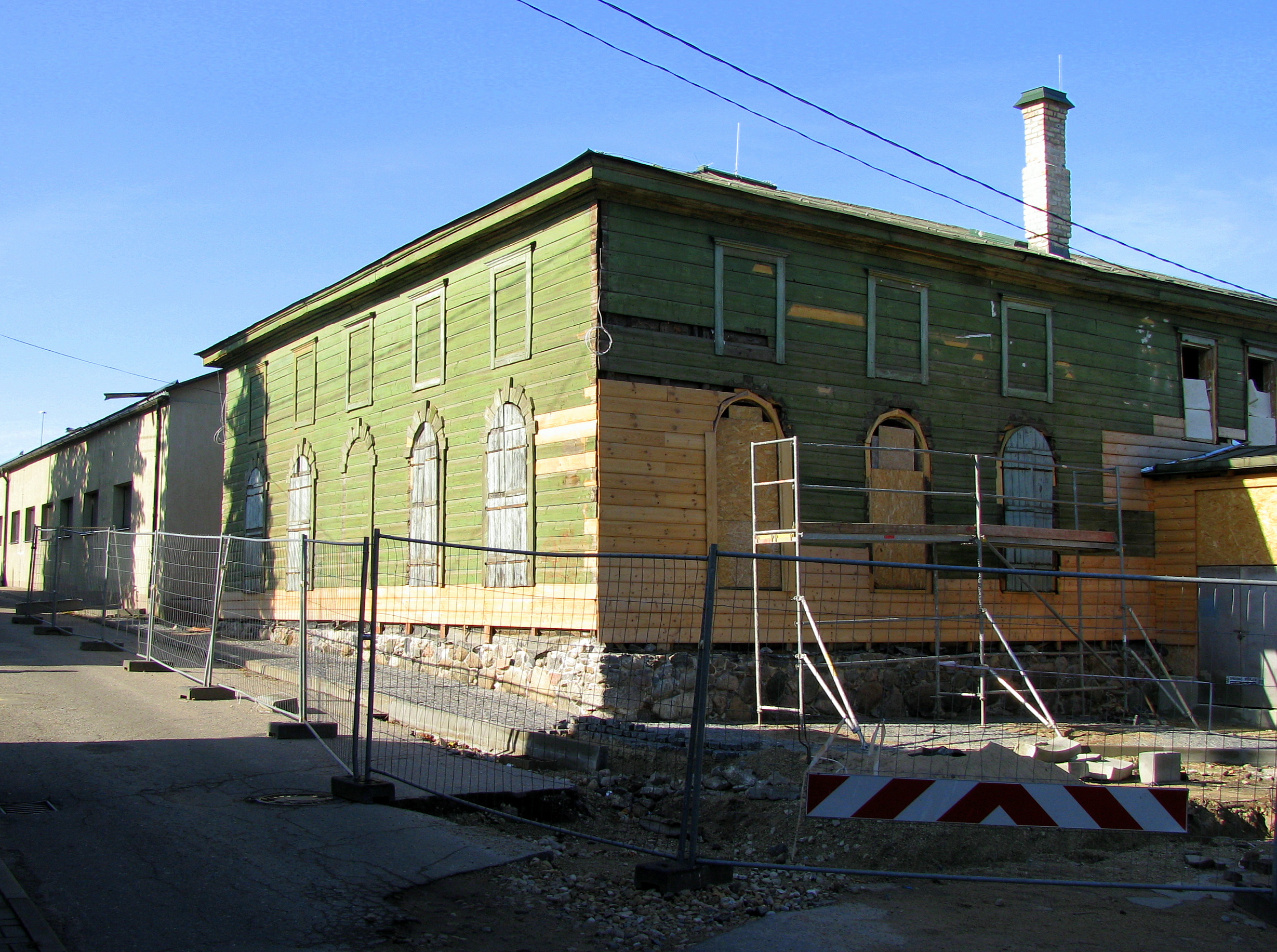
Gröna synagogan i juli 2015 under renoveringsarbetet.

Den renoverades 2016, är öppen för allmänheten och rymmer en utställning över judiskt liv i Rēzekne.